# 아산시의회
아산시의회는 충청남도 아산시 지역을 관할하는 기초의회이다.